# Coleman Scott
Coleman Scott (n. 19 aprilie 1986, Waynesburg, Pennsylvania, SUA) este un luptător ce a reprezentat Statele Unite ale Americii, medaliat olimpic. A participat la o ediție a Jocurilor Olimpice (2012) în care a câștigat o medalie de bronz.

## Participări
Lista de mai jos prezintă principalele competiții la care a participat Coleman Scott de-a lungul carierei.
- wrestling at the 2012 Summer Olympics – men's freestyle 60 kg[*]